# Parafia Najświętszej Maryi Panny Ostrobramskiej Matki Miłosierdzia w Kątach
Parafia pw. Najświętszej Maryi Panny Ostrobramskiej Matki Miłosierdzia w Kątach – parafia rzymskokatolicka należąca do dekanatu Kolno, diecezji łomżyńskiej, metropolii białostockiej. 
Erygowana w 1993 roku. Jest prowadzona przez księży diecezjalnych.

## Zasięg parafii
W granicach parafii znajdują się miejscowości:
- Kąty,
- Cwaliny Duże.